# 索菲亞公主 (羅馬尼亞)
羅馬尼亞的索菲亞公主（羅馬尼亞語：Sofia, Principesă a României，1957年10月29日—），羅馬尼亞末代國王米哈伊一世的第四女。

## 家庭
1998年，索菲亞和亞蘭·彼阿奈克斯（Alain Biarneix）結婚，兩人的獨女埃麗莎貝塔-瑪麗亞（Elisabeta-Maria）於隔年出生。